# Фрост, Дмитрий Владимирович
Дмитрий Владимирович Фрост (12 апреля 1876 года, Санкт-Петербург — 25 февраля 1935 года, Загреб) — российский и югославский ученый, горный инженер, создатель первого отечественного учебника по магниторазведке.

## Биография
Родился в 1876 году. Окончил Горный институт в Санкт-Петербурге в семье горного инженера Владимира Дмитриевича Фроста. Работал в горном отделении Томского политехнического института с 1904 года. В 1905 и 1906 годах стажировался в Германии и Австрии а в 1907 - 1908 учебном году начал читать в Томске курс по поискам магнитных руд. В 1908 году стал преподавать в Варшавском Политехническом институте, где в том же году опубликовал первый в России учебник по магниторазведке, сыгравший большую роль в становления геофизики в России. В 1913 защитил диссертацию на звание адъюнкта по кафедре маркшейдерского искусства. В том же году, на Всероссийском маркшейдерском съезде, выступил о необходимости создания маркшейдерского гирокомпаса. После начала Первой мировой войны переехал в глубь страны и работал в должности профессора кафедры горного искусства Алексеевского Донского политехнического института в Новочеркасске. После революции в 1920 году эмигрировал в Югославию, работал ординарным профессором по кафедре маркшейдерского искусства и геодезии в Люблянском университете в Словении где в 1926 основал Институт маркшейдерского искусства и геодезии. В этот период в связи с использованием гироскопических компасов в качестве навигационных приборов нового типа возникла необходимость подготовки специалистов в области теории, проектировании и производстве таких приборов. Дмитрий Владимирович умер в Загребе в 1935 году. Подробнее о жизни и научном вкладе Дмитрия Фроста можно прочитать в книге "Геофизики Российского зарубежья".

## Семья
Жена Антонина Петровна Карабанова